# Niederwürschnitz
Niederwürschnitz è un comune di 2.865 abitanti della Sassonia, in Germania.
Appartiene al circondario dei Monti Metalliferi (targa ERZ) ed è parte della comunità amministrativa (Verwaltungsgemeinschaft) di Lugau (Erzgebirge).